# Сесен
Сесен (башк. cәсән) — розповідач казок у башкирів, який традиційно оповідає сказання та виконує імпровізації у формі пісенного речитативу під акомпанемент думбири — традиційного струнного інструменту.
Запам'ятовуючи і передаючи з покоління в покоління традиційні оповіді, опосередковано засвідчуючи важливі події минулого, сесени виступали носіями усної народної пам'яті башкирів, граючи важливу роль у підтримці родової й загальнонаціональної ідентичності.
З іншого боку, будучи поетами-імпровізаторами, сесени виконували важливу соціальну функцію, описуючи і даючи оцінку подіям сучасності.
Розрізняють три типи сесенів:
- сесени — автори епічних та інших кубаїрів, пісень, баїтів, такмаків
- сесени-імпровізатори
- сесени-виконавці

Традиційні змагання сесенів називалися айтиш і збирали великі аудиторії.
Змагання проводилися як заради чистого мистецтва, так і як метод обговорення і залагодження конфліктів між родами. У давні часи, свій сесен був у кожного значущого роду башкирів. Конфлікт між родами вирішувався змаганнями сесенів на загальному святі — йийині. Перемога імпровізатора означала перемогу його роду в конфлікті.

## Історія
Із давніх сесенів відомі імена Катай Галі сесена, Турумтай сесена, Суюндук сесена, Кильдиш сесена, Єммет сесена, Каракай сесена, Ях'я сесена та ін. У пам'яті народу збереглися імена багатьох сесенів XIV—XVIII ст., тісно пов'язаних з історією та духовною культурою башкирів: Хабрау, Єренсе, Кубагуша, Караса, Махмута, Баіка Айдара та ін.
Розквіт творчості сесенів припадає на XVI—XVIII століття. Розвиваються основні жанри усної літератури: епос, кубаїр, айтиш, пісня, представлені у творчості Кубагуш сесена, Єренсе сесена, Карас сесена, Баік Айдару та ін.
Заборона йийинів на початку XIX століття позбавляє сесенів аудиторії, права публічних виступів, у результаті відбувається поступове згасання таких жанрів, як епос, кубаїр, айтиш, а найбільш популярним жанром стає пісня.
У творчості Махмут сесена, Буранбай сесена, Ишмухамет сесена основними стають жанрові форми пісні — історична, побутова, лірична та ін. Отримує розвиток жанр баїта.
Між сесенами різних поколінь встановлювався спадковий зв'язок: М. А. Бурангулов був учнем Габіт сесена, Габіт сесен — Ішмухамет сесена, Ішмухамет сесен — Баік Айдара. Сесени-імпровізатори знали напам'ять твори своїх попередників.
У XX столітті відбувається поступове згасання інституту сесенів, що було обумовлене переходом авторів до письмової творчості.
Руйнування традиційного кочового способу життя башкирів вплинуло і на башкирську культуру, хранителем і творцем якої багато століть були сесени. Традиції відмирали, разом з ними і культура поетів-імпровізаторів. Вплив на суспільство осілих башкирів зменшився, їхня роль і кількість знизилася. Серед відомих сесенів того часу: Ішмухамет Мурзакаєв, Габіт Аргинбаєв, Хаміт Альмухаметов, Сабір'ян Мухаметкулов, Шафік Аминев-Там'яні, Валіулла Кулембетов.

## Сучасний стан
У перші роки після жовтневого перевороту, коли в галузі культури, літератури і мистецтва панувала концепція пролеткультівців, народна творчість, в тому числі творчість сесенів, сприймалася як архаїка. Після Першого з'їзду радянських письменників (1934 р.) ставлення до них змінилося. На з'їзді Максим Горький кинув клич вивчати національний фольклор, високо оцінював творчість дагестанського ашуга Сулеймана Стальського і назвав його Гомером XX століття.
Після цього з'їзду і в Башкортостані активізувалася робота по збиранню фольклору, у тому числі творів сесенів. Проте в подальші роки створення кубаїрів почали розглядати як стилізацію під старі форми. Цьому певною мірою сприяли і сумнозвісні постанови ЦК ВКП(б) 1944 і 1945 років про стан агітаційно-пропагандистської роботи в парторганізаціях ТАРСР і БАРСР. Кубаїр «Ідукай і Мурадим» і сесен-кубаїрист Мухаметша Бурангулов потрапили в опалу, що було сприйнято як заборона жанру кубаїра взагалі. Сесени, які отримали в період до більшовицького перевороту освіту в медресі, зайнялися новими літературними формами, інші зверталися до таких фольклорних жанрів, як такмак, коротка пісня, баїт і казка.
До першої групи відносяться Гатаулла Галієв (1861—1939) з села Нігматулла (Малаш) Альшеєвського району, Гіндулла Усманов (1875—1956) з села Гумерово Кушнаренковського району; Ілгаметдін Базаров (1877-?) з села Тамьян-Таймасово Міякинського району, Валіулла Кулумбетов (1881—1964) з села Яктикулево Гафурійського району, Шайдулла Шаріфуллін (1883—1959) з села Каралачук Дюртюлинського району; Шагаргазі Габдієв (1889—1979) з села Друге Іткулово Баймацького району; Сайфулла Сагітов (1899—1977) з села Утяшево Гафурийського району, Сахріяр Муллабаєв (1899—1977) з села Чуракаєво Альшеєвського району, Асадулла Гатіатуллін (1891—?) з села Тартишево Кушнаренковського району.
Другу групу складають сесени Ярмі Саїті (Саїт Ахметович Ісмагілов, 1884—1970) з села Ярми Чишминського району, Фаррах Давлетшін (1887—1956) з села Старо-Уртаєво Дюртюлінського району, Набі Гадельбаєв (1885—1939) з села Чингізово Баймацького району, Газіза Сулейманова (1890 -?), Хадіса Кусябаєва (1902 — ?), Іслам Смаков (1903—1980), Ях'я Акмурзин (1897) з села Белак-Тамак Кувандицького району Оренбурзької області.
Підняття національної самосвідомості вплинуло на відродження в новій якості сесенів — як народних поетів, які зберігають у своїх творах втрачені забуті традиції. Відомі сесени стали записувати фольклор, поширювати його, переробляючи народну творчість у нові форми: п'єси, вистави та ін. У 1930-х почалися арешти національно орієнтованої культурної еліти башкирів, їх твори та роботи потрапили під заборону. Така доля була у найбільш значущого сесена — Мухаметші Бурангулова, який зберіг для нащадків національний епос — «Урал-батир», записавши його у старого покоління сесенів.
У 1943 році введено звання Народний сесен БАРСР, зараз — Народний сесен Башкортостану або просто народний сесен. Званням були удостоєні: М. А. Бурангулов, Ф. Д. Давлетшин, С. А. Ісмагілов.